# Egyptische bezetting van de Gazastrook

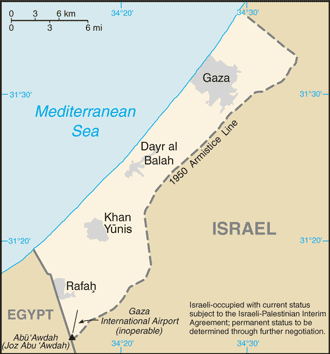
Gazastrook

Een Egyptische bezetting van de Gazastrook bestond tussen 1948 en oktober 1956 en opnieuw van maart 1957 tot juni 1967. Vanaf september 1948  werd de Gazastrook officieel beheerd door de Palestijnse regering (1948-1959). Hoewel grotendeels symbolisch, werd deze erkend door de meeste leden van de Arabische Liga. In 1959 werd die regering door de Egyptische president Gamal Abdel Nasser ontbonden. Daarna kwam de Gazastrook onder het bestuur van Egypte die de Gazastrook niet annexeerde maar onder zijn bewind hield in afwachting van een oplossing van de Palestijnse kwestie. 

## Demografie
De toestroom van meer dan 200.000 Palestijnse vluchtelingen in Gaza, tijdens de Arabisch-Israëlische Oorlog van 1948, resulteerde in een dramatische daling van de levensstandaard. Omdat de Egyptische regering het verkeer van en naar de Gazastrook beperkte, konden de inwoners geen betaalde baan elders zoeken. De vluchtelingen konden niet terugkeren naar hun woonplaatsen in wat daarna Israël was. 
In 1955 merkte een waarnemer (een lid van het secretariaat van de Verenigde Naties) op: "Voor alle praktische doeleinden zou het waar zijn om te zeggen dat de afgelopen zes jaar in Gaza meer dan 300.000 door armoede getroffen mensen fysiek zijn opgesloten in een gebied zo groot als een groot stadspark."